# 長島蓮
長島 蓮（ながしま れん、1997年3月3日 - ）は、静岡県出身の男子バスケットボール選手。ポジションはポイントガード。熊本ヴォルターズ所属。

## 来歴
1997年、静岡県出身。静岡市立清水袖師中学校、飛龍高等学校を経て、白鷗大学へ進学。在学中は2018年全日本バスケットボール選手権大会7位などの成績を残す。
2019年2月26日、宇都宮ブレックスと特別指定選手契約を締結。背番号7。レギュラーシーズン10試合およびチャンピオンシップ2試合に出場した。
2019年7月1日、群馬クレインサンダーズと新規選手契約を締結。背番号11。レギュラーシーズン38回に出場し、総プレイタイム355分59秒（平均9分22秒）。
2020年8月20日、金沢武士団と新規選手契約を締結。背番号11。レギュラーシーズン38回に出場し、総プレイタイム805分(平均21分18秒）。
2021年7月1日、さいたまブロンコスへ移籍。背番号13。平均アシスト数4.83（1位だったA千葉の杉本慶〈6.21〉に次ぐ2位）を挙げるなど活躍する。
2022年6月7日、熊本ヴォルターズへ移籍。背番号13。序盤はプレイタイムを得られなかったが後半から出場機会が多くなり、レギュラーシーズン48回に出場し、558.11分（平均11分37秒）。持ち味のスピードを生かしたプレイで活躍し、平均得点3.7、平均アシスト数2.5などの成績を残した。プレーオフは全試合出場し、平均13.5分、5.0PPG。
2023年6月11日、熊本との契約を継続。「自分の役割に向き合い、日々全力で目標に向かって突き進んでいきたい」との決意を表明した。レギュラーシーズン50回（スターター33回、999分29秒・平均19分59秒）出場。体を張ったディフェンスが増えたことで受傷が増え、一時離脱したが、チームの主力としてプレーオフ進出に貢献した。プレーオフは全試合スターター出場し、41分40秒(平均20分0秒）、平均得点11.5などレギュラーシーズン以上の成績を挙げた。
2024年5月20日、熊本との契約を継続。「あの悔しい負けを必ず忘れずに、全力で戦っていきたい」と決意を表明した。レギュラーシーズン45回（スターター10回、596分13秒・平均13分14秒）・プレーオフ2回（スターター2回、38分09秒・平均19分04秒）に出場し、4.0PPG・2.0APG。プレーオフでは11.5PPG・3.5APGとレギュラーシーズン以上の成績を挙げた。
2025年6月8日、熊本との契約を継続。「目標とする昇格は成し遂げられず申し訳ない」としつつファンへ向けて「なんとしてもB2優勝し喜びを共有したい」とコメントした。

## 個人成績
| シーズン     | クラブ       | GP | GS | MPG  | FG%   | 3P%  | FT%  | RPG | APG | SPG | BPG | TO  | PPG  |
| ------------ | ------------ | -- | -- | ---- | ----- | ---- | ---- | --- | --- | --- | --- | --- | ---- |
| B1 2019      | 宇都宮(特指) | 10 | 0  | 3.1  | .333  | .000 | .571 | 0.4 | 0.1 | 0.0 | 0.0 | 0.4 | 1.0  |
| B1 2018-19CS | 宇都宮(特指) | 2  | 0  | 2.3  | 1.000 | .000 | .000 | 0.5 | 0.5 |     |     |     | 1.0  |
| B2 2019-20   | 群馬         | 38 | 0  | 9.2  | .463  | .238 | .704 | 1.4 | 1.2 | 0.4 | 0.0 | 0.6 | 2.6  |
| B3 2020-21   | 金沢         | 38 | 9  | 21.2 | .579  | .282 | .726 | 2.7 | 1.9 | 0.7 | 0.1 | 1.3 | 8.8  |
| B3 2021-22   | さいたま     | 42 | 42 | 24.5 | .500  | .267 | .656 | 3.0 | 4.8 | 0.8 | 0.0 | 1.5 | 9.5  |
| B2 2022-23   | 熊本         | 48 | 0  | 11.4 | .385  | .200 | .667 | 1.0 | 2.5 | 0.2 | 0.0 | 1.1 | 3.7  |
| B2 2022-23PO | 熊本         | 2  | 0  | 13.5 | .556  | .000 | .000 | 0.5 | 1.5 | 0.5 | 0.0 | 2.0 | 5.0  |
| B2 2023-24   | 熊本         | 50 | 33 | 19.6 | .448  | .304 | .616 | 1.2 | 3.0 | 0.6 | 0.0 | 1.2 | 6.0  |
| B2 2023-24PO | 熊本         | 2  | 2  | 20.5 | .471  | .333 | .833 | 1.5 | 2.5 | 1.0 | 0.0 | 0.5 | 11.5 |
| B2 2024-25   | 熊本         | 45 | 10 | 13.1 | .447  | .255 | .483 | 1.1 | 2.0 | 0.6 | 0.1 | 0.6 | 4.0  |
| B2 2024-25PO | 熊本         | 2  | 2  | 19.0 | .615  | .600 | .667 | 1.0 | 3.5 | 0.5 | 0.0 | 0.5 | 11.5 |

## 特徴
- 長島の愛称のひとつである「駅長」の由来は2022年11月23日、JR熊本駅において1日駅長へ就任したことによる[18]。